# 弗洛朗萨克
弗洛朗萨克（法語：Florensac，法語發音：[flɔʁɑ̃sak]）是法国埃罗省的一个市镇，属于贝济耶区。

## 地理
弗洛朗萨克（43°22'58"N, 3°27'54"E）面积35.71 平方千米，位于法国奧克西塔尼大區埃罗省，该省份为法国南部沿海省份，南濒地中海，西南接奥德省，西北接塔恩省和阿韦龙省，东北与加尔省接壤。
与弗洛朗萨克接壤的市镇（或旧市镇、城区）包括：阿格德、贝桑、卡斯泰尔诺德盖尔、马尔塞扬、佩兹纳斯、皮内、波梅罗勒、圣蒂贝里。

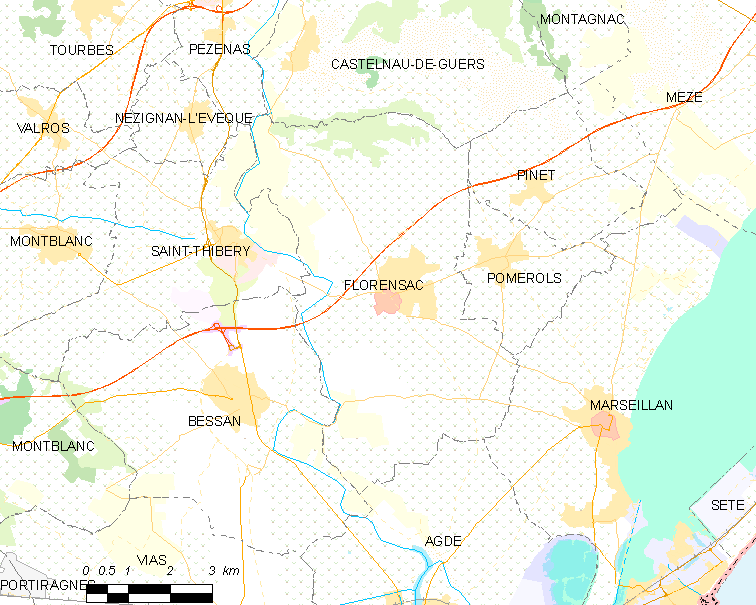
弗洛朗萨克的OSM定位图

弗洛朗萨克的时区为UTC+01:00、UTC+02:00（夏令时）。

## 行政
弗洛朗萨克的邮政编码为34510，INSEE市镇编码为34101。

## 政治
弗洛朗萨克所属的省级选区为佩兹纳斯县。

## 人口

1962-2008年间弗洛朗萨克人口变化图示

弗洛朗萨克于2022年1月1日时的人口数量为5138人。